# 375067 Hewins
375067 Hewins è un asteroide della fascia principale. Scoperto nel 2007, presenta un'orbita caratterizzata da un semiasse maggiore pari a 3,2032378 au e da un'eccentricità di 0,1626071, inclinata di 3,39544° rispetto all'eclittica.